# Maahes

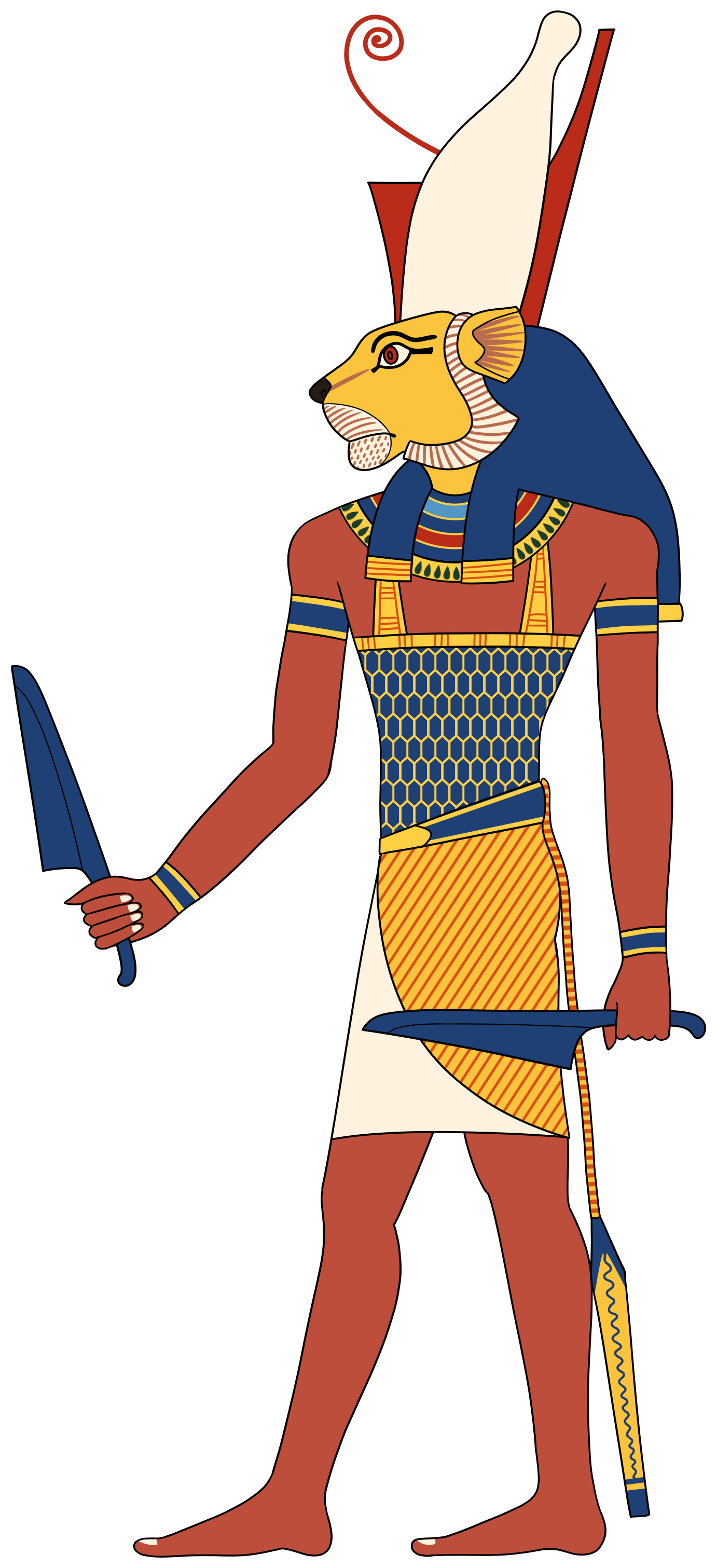

Maahes var en krigsgud i egyptisk mytologi.  Maahes var son till Bast och Ra och framställs med lejonhuvud. Kulten kring denna gud förekom främst i Leontopolis och Bubastis. Han bestraffade lögnare.